# 259 (numero)
Duecentocinquantanove (259) è il numero naturale dopo il 258 e prima del 260.

## Proprietà matematiche
- È un numero dispari.
- È un numero semiprimo.
- È un numero composto con 4 divisori: 1, 7, 37, 259. Poiché la somma dei suoi divisori (escluso il numero stesso) è 45 < 259, è un numero difettivo.
- È parte delle terne pitagoriche (84, 245, 259), (259, 660, 709), (259, 888, 925), (259, 4788, 4795), (259, 33540, 33541).
- È un numero palindromo e un numero a cifra ripetuta nel sistema di numerazione posizionale a base 6 (1111).
- È un numero fortunato.

## Astronomia
- 259P/Garradd è una cometa periodica del sistema solare.
- 259 Aletheia è un asteroide della fascia principale del sistema solare.

## Astronautica
- Cosmos 259 è un satellite artificiale russo.